# Conquista de Hispania
Se conoce como conquista romana de Hispania al periodo histórico comprendido entre el desembarco romano en Ampurias (218 a. C.) y la conclusión de la conquista romana de la península ibérica al finalizar las guerras cántabras por César Augusto (19 a. C.), así como a los hechos históricos que conforman dicho periodo.

## Introducción

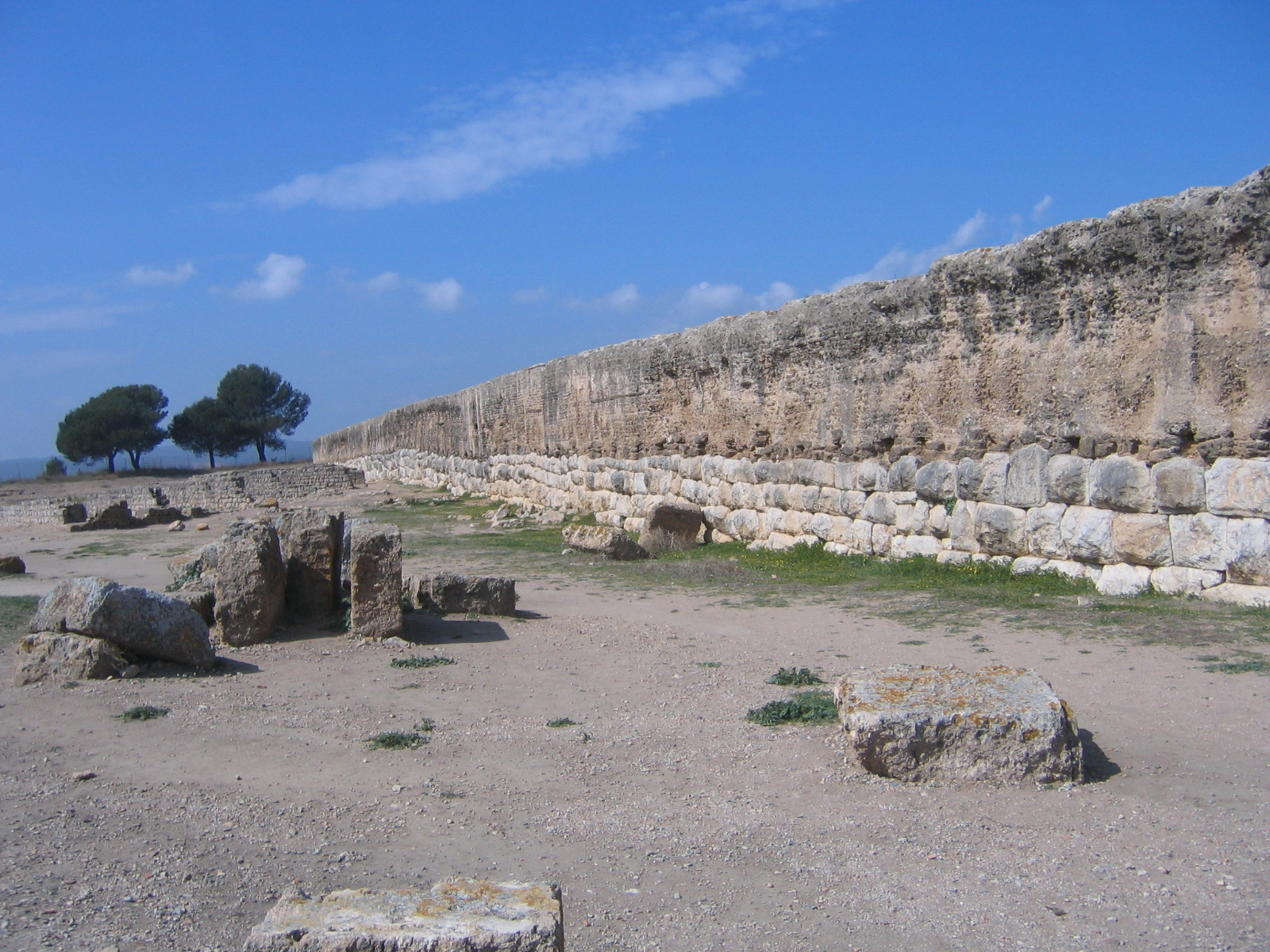
Muralla romana de Ampurias, punto de entrada inicial de Roma en la península ibérica.

Ya antes de la primera guerra púnica, entre los siglos VIII y VII a. C., los fenicios —y posteriormente los cartagineses— habían hecho acto de presencia en la parte sur de la península ibérica y en la zona de Levante, al sur del Ebro. Se asentaron a lo largo de estas franjas costeras en un gran número de instalaciones comerciales que distribuían por el mediterráneo los minerales y otros recursos de la Iberia prerromana. Estas instalaciones, consistentes en poco más que almacenes y embarcaderos permitían no solo la exportación, sino también la introducción en la Península de productos elaborados en el Mediterráneo oriental, lo que tuvo el efecto secundario de la adopción por parte de las culturas autóctonas peninsulares de ciertos rasgos orientales. 
También sobre el siglo VII a. C., los griegos establecerían sus primeras colonias en la costa norte del Mediterráneo peninsular procedentes de Massalia (Marsella), fundando ciudades como Emporion (Ampurias) o Rhode (Rosas), aunque al mismo tiempo fueron diseminando por todo el litoral centros de comercio, aunque no destinados a fundar nuevas polis. Parte del peso comercial griego, sin embargo, era llevado a cabo por los fenicios, que comerciaban en la Península con artículos de y con destino a Grecia.
Como potencia comercial en el Mediterráneo occidental, Cartago ampliaba sus intereses hasta la isla de Sicilia y el sur de Italia, lo que pronto resultó muy molesto para el incipiente poder que surgía desde Roma. Finalmente, este conflicto de intereses económicos (ya que no territoriales, puesto que Cartago no se había demostrado como una potencia invasora)[cita requerida] desembocaron en las llamadas guerras púnicas, de las cuales la primera de ellas no terminó sino en un inestable armisticio, habiendo generado una animadversión entre ambas culturas que conduciría a la segunda guerra púnica, la cual terminaría 12 años más tarde con el dominio efectivo de Roma sobre el levante y el sur peninsular. Posteriormente, Cartago sufriría la decisiva derrota en Zama que la borraría de la escena histórica.[cita requerida]
A pesar de haberse impuesto sobre la potencia rival del Mediterráneo, Roma todavía tardaría dos siglos en dominar por completo la península ibérica, ganándose con su política expansionista la enemistad de la práctica totalidad de los pueblos del interior.[cita requerida] Se considera que los abusos a los que estos pueblos fueron sometidos desde el principio fueron en gran parte culpables del fuerte sentimiento antirromano de estas naciones. Tras años de cruentas guerras, los pueblos autóctonos de Hispania fueron finalmente aplastados por el rodillo militar y cultural romano, desapareciendo en este proceso de choque cultural, aunque no sin antes dejar el indeleble ejemplo de la resistencia feroz ante un enemigo muy superior.[cita requerida]

## La Hispania cartaginesa

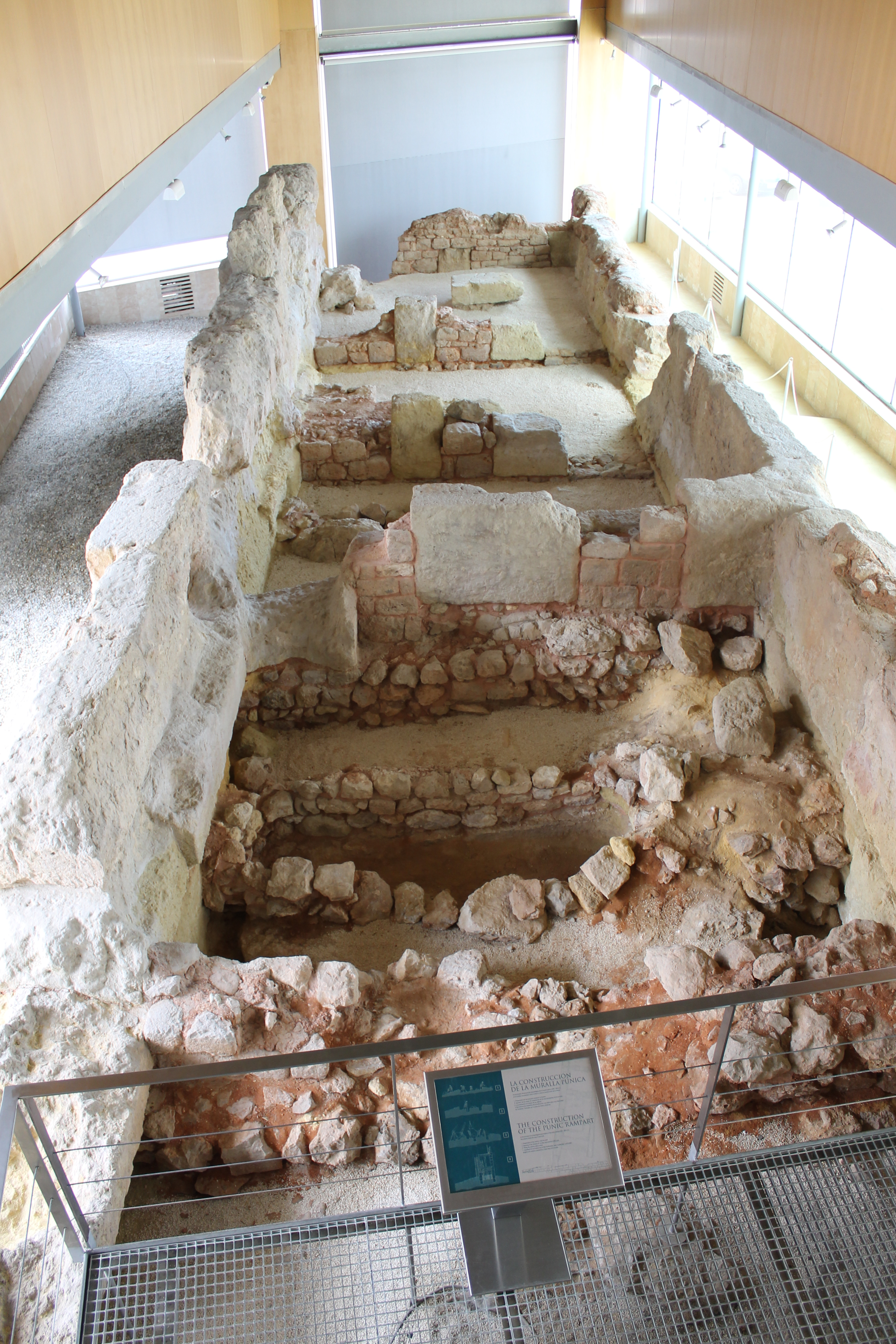
Yacimiento arqueológico de la muralla púnica de Cartagena, tomada por los romanos en 209 a. C.

La familia cartaginesa descendiente de Amílcar Barca inició después de la primera guerra púnica la sumisión efectiva de la península, que se extendió a buena parte de ella, sobre todo al Sur y al Levante. Una sumisión lograda mediante tributos, alianzas, matrimonios, o simplemente por la fuerza.[cita requerida]
Según algunos historiadores, como el arqueólogo Adolf Schulten, el establecimiento de los cartagineses en el sureste de Hispania y la fundación de la ciudad de Qart Hadasht, la actual Cartagena, en 227 a. C. por Asdrúbal el Bello tuvo como objetivo principal el control de la riqueza generada por las minas de plata de Cartagena.

Con la plata de las minas de Cartagena pagaron ellos sus mercenarios, y, cuando por la toma de ésta en 209 a.C. Carthago perdió estos tesoros, Aníbal ya no fue capaz de resistir a los romanos, de manera que la toma de Cartagena decidió también la guerra de Aníbal.
Schulten A. Fontes Hispaniae Antiquae

El general Asdrúbal el Bello fundó la ciudad de Qart Hadasht, según algunos historiadores,[¿quién?] sobre una primitiva ciudad tartésica denominada Mastia. La ciudad fue amurallada y urbanizada, y según Polibio, sobre el cerro del Molinete de la ciudad se construyó Asdrúbal su palacio.[cita requerida] Cartagena se convirtió en base de las operaciones militares de los cartagineses en Iberia.
Por otra parte, además de los ingentes recursos minerales de Iberia, la península proporcionaría a Cartago un importante suministro de tropas tanto mercenarias como de leva con las que enfrentarse a Roma, y con las que reafirmar su dominio en el norte de África, lo que era considerado por los romanos motivo suficiente para invadir Hispania.[cita requerida] Entre estas tropas, procedentes de las diversas tribus que habitaban la península, se destacaban sobre todo los ilergetes y los legendarios honderos baleares.

### La cuestión de Sagunto
La segunda guerra entre Cartago y Roma se inició por la disputa sobre la hegemonía en Sagunto, ciudad costera helenizada y aliada de Roma. Tras fuertes tensiones dentro del gobierno de la ciudad, que concluyeron con el asesinato de los partidarios de Cartago, Aníbal puso sitio a Sagunto el año 218 a. C., y a pesar de que los saguntinos pidieron ayuda a Roma, no la recibieron. Tras un prolongado asedio y una lucha muy cruenta en la que incluso Aníbal resultó herido, el ejército cartaginés se apoderó de la ciudad, aunque no sin antes haber sido ésta prácticamente destruida por la batalla y posteriormente por sus habitantes. Muchos de los saguntinos prefirieron suicidarse antes de ser sometidos a la sumisión y la esclavitud que les esperaba a manos de Cartago.[cita requerida]
Después la guerra continuó con la expedición de Aníbal a Italia. Fue entonces cuando se produjo la entrada de Roma en la península ibérica. El motivo que impulsó la invasión fue sobre todo la imperiosa necesidad de cortar los suministros, que procedentes de Cartago e Hispania, contribuían a la expedición de Aníbal que tanto daño estaba provocando en la península itálica.[cita requerida]

## La invasión de Roma
| Conquista hasta el -210 Hasta Octavio Augusto Campaña de Agrippa |

Mapa de la conquista romana de Hispania, indicando las últimas batallas de la Segunda Guerra Púnica

Roma envió a Hispania tropas al mando de Cneo y Publio Cornelio Escipión. Cneo Escipión fue el primero que llegó a Hispania, mientras su hermano Publio se desviaba hacia Massalia con el fin de recabar apoyos y tratar de cortar el avance cartaginés. Emporion o Ampurias fue el punto de partida de Roma en la península. Su primera misión fue buscar aliados entre los iberos. Consiguió firmar algunos tratados de alianza con jefes tribales íberos de la zona costera, pero probablemente no logró atraer a su causa a la mayoría. Así por ejemplo sabemos que la tribu de los Ilergetes, una de las más importantes al norte del Ebro, era aliada de los cartagineses. Cneo Escipión sometió mediante tratado o por la fuerza la zona costera al norte del Ebro, incluyendo la ciudad de Tarraco, donde estableció su residencia.

### La guerra entre Cartago y Roma
El primer combate importante entre cartagineses y romanos tuvo lugar en Cissa (218 a. C.) probablemente cerca de Tarraco, aunque se ha pretendido identificarla con Guisona en la actual provincia de Lérida. Los cartagineses, al mando de Hannón, fueron derrotados por las fuerzas romanas al mando del propio Cneo Escipión. El caudillo de los Ilergetes, Indíbil, que combatía en el bando cartaginés, fue capturado. Pero cuando la victoria de Cneo era un hecho, acudió Asdrúbal Barca con refuerzos y dispersó a los romanos, sin derrotarlos. Las fuerzas cartaginesas regresaron a su capital Qart Hadasht (Cartagena), y los romanos a su base principal, la ciudad de Tarraco.
En 217 a. C. la flota de Cneo Escipión venció a la de Asdrúbal Barca en el río Ebro. Poco después llegaron refuerzos procedentes de Italia, al mando de Publio Escipión, y los romanos pudieron avanzar hasta Sagunto.
A Cneo y Publio Escipión hay que atribuir la fortificación de Tarraco y el establecimiento de un puerto militar. La muralla de la ciudad se construyó probablemente sobre la anterior muralla ciclópea; se aprecian en ella marcas de picapedrero ibéricas, ya que para su construcción debió emplearse la mano de obra local.
En 216 a. C. Cneo y Publio Escipión combatieron contra los íberos, probablemente de tribus del sur del Ebro. Los ataques de estos íberos fueron rechazados.
En 215 a. C. los cartagineses recibieron refuerzos al mando de Himilcón Fameas, y se dio un nuevo combate en sur del río Ebro, cerca de la actual Amposta o de San Carlos de la Rápita, en la llamada batalla de Ibera.
La rebelión de Sifax, aliado de Roma, en Numidia (Argel y Orán), obligó a Asdrúbal a volver a África con sus mejores tropas (214 a. C.) dejando el campo libre en Hispania a los romanos. Asdrúbal Barca, ya en África, obtuvo el apoyo del otro rey númida, Gala, señor de la región de Constantina, y con ayuda de este (y del hijo de Gala, Masinisa), derrotó a Sifax.
En 211 a. C. Asdrúbal Barca regresó a la península. Le acompañaba Masinisa con sus guerreros númidas.
Quizás entre el 214 y el 211 a. C., Cneo y Publio Escipión remontaron el Ebro. Sabemos seguro que el 211 a. C., los Escipiones contaban en su ejército con un fuerte contingente de mercenarios celtíberos, compuesto de varios millares de combatientes. Los celtíberos actuaban frecuentemente como soldados de fortuna.
Las fuerzas cartaginesas se estructuraron en tres ejércitos, comandados respectivamente por los hermanos Barca Asdrúbal y Magón, y por otro Asdrúbal (hijo este último del comandante cartaginés Aníbal Giscón, muerto en la primera guerra púnica). Por su parte, los romanos se organizaron en otros tres grupos, comandados por Cneo y Publio Escipión y por Tito Fonteyo.
Asdrúbal Giscón y Magón Barca, apoyados por el númida Masinisa, vencieron a Publio Escipión, que resultó muerto. Cneo Escipión hubo de retirarse al desertar los mercenarios celtíberos, a los que Asdrúbal Barca ofreció una suma mayor que la pagada por Roma. Cneo murió durante la retirada, y los cartagineses estaban a punto de pasar el río Ebro cuando un oficial llamado Lucio Marcio Séptimo, elegido como general por las tropas, les rechazó. El escenario de estos combates es incierto, pero sabemos que Indíbil combatía de nuevo con los cartagineses. El combate tuvo lugar en 211 a. C.
En 210 a. C. una expedición al mando de Cayo Claudio Nerón logró capturar a Asdrúbal Barca, pero este traicionó su palabra y huyó deshonrosamente.

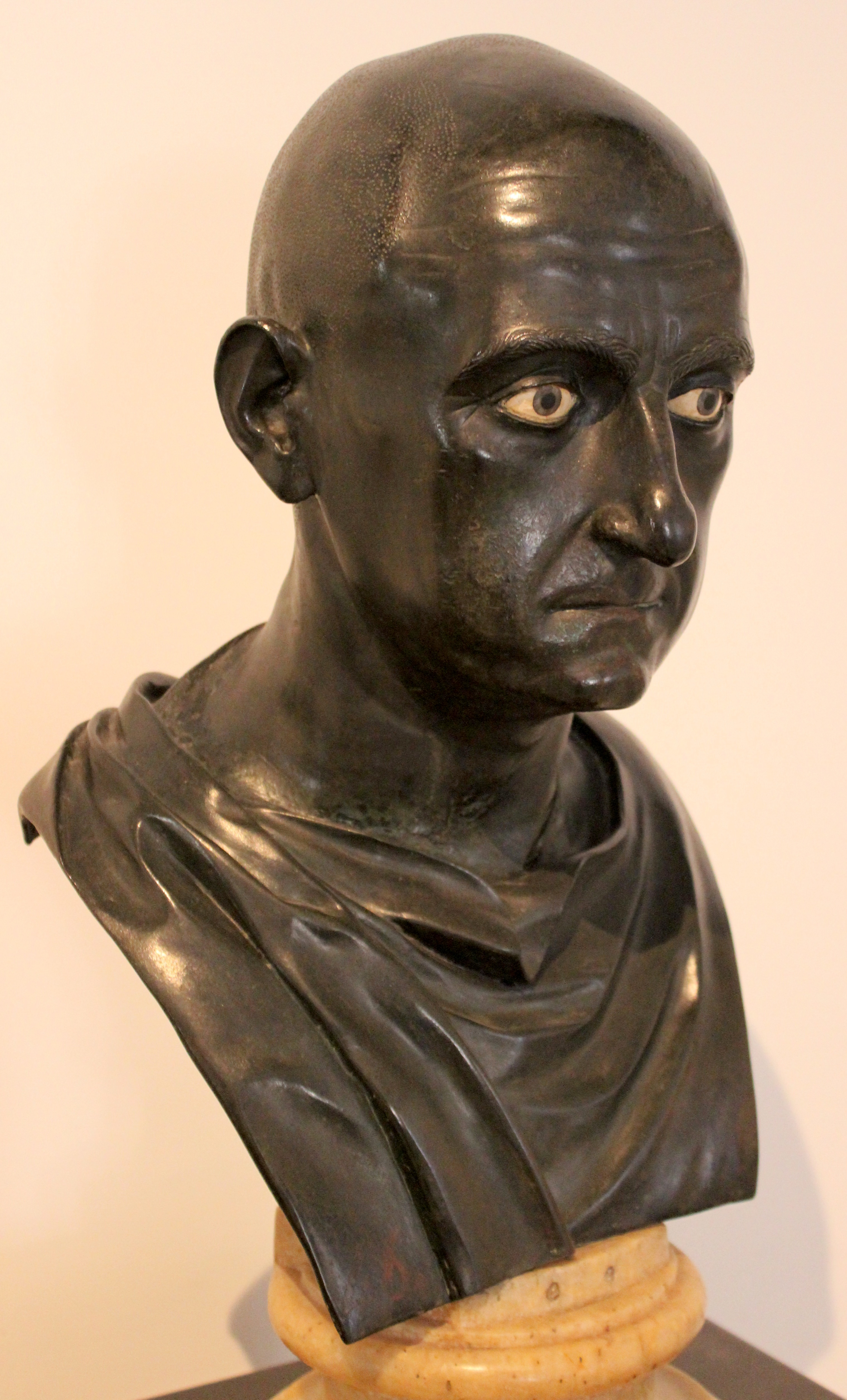
Escipión el Africano. Busto de la época en el Museo Nacional de Nápoles.

El Senado romano decidió enviar un nuevo ejército al Ebro, para evitar el paso del ejército cartaginés hacia Italia. El mando de este ejército fue confiado a Escipión el Africano, hijo del general de igual nombre, muerto en combate en 211 a. C.
Publio Escipión (hijo) llegó a Hispania acompañado del procónsul Marco Silano, que debía suceder a Claudio Nerón, y del consejero Cayo Lelio, jefe de la escuadra.
A su llegada los tres ejércitos cartagineses se hallaban situados así: el ejército de Asdrúbal Barca tenía sus posiciones en la zona del nacimiento del Tajo; el ejército de Asdrúbal hijo de Giscón se situaba en Lusitania, cerca de la actual Lisboa; y el ejército de Magón quedaba ubicado en la zona del estrecho de Gibraltar.
Publio Escipión, en un golpe audaz, dejó desguarnecido el Ebro, y atacó Cartago Nova por tierra y mar. La capital púnica peninsular, dotada de una guarnición insuficiente al mando de un comandante llamado también Magón (comandante de Cartago Nova), hubo de ceder, y la ciudad quedó ocupada por los romanos. Publio Escipión regresó a Tarraco antes de que Asdrúbal pudiera traspasar las desguarnecidas líneas del Ebro.
Tras esta audaz operación una buena parte de la Hispania Ulterior se sometió a Roma. Publio Escipión supo atraerse a varios caudillos íberos, hasta entonces aliados de los cartagineses, como Edecón, enemistado con Cartago desde que su mujer y sus hijos fueron tomados como rehenes, Indíbil, por la misma causa, y Mandonio, afrentado por Asdrúbal Barca.
En el invierno de 209 a 208 a. C., Publio Escipión avanzó hacia el Sur, y chocó con el ejército de Asdrúbal Barca (que a su vez avanzaba hacia el Norte) cerca de Santo Tomé, en la aldea de Baecula, donde tuvo lugar la batalla de Baecula, y el yacimiento arqueológico fue descubierto por Antonio Ceacero Hernández en 1982; después los arqueólogos dedujeron que allí se desarrolló la batalla de Baécula. Publio Escipión se atribuyó la victoria, lo cual es dudoso, pero, si tal fue el caso, no logró impedir que Asdrúbal Barca siguiera el avance hacia el Norte con la mayor parte de sus tropas. En su avance hacia el Norte Asdrúbal llegó a los pasos occidentales pirenaicos.
Así pues, se sabe que Asdrúbal cruzó los pirineos a través del país de los vascones. Probablemente trataría de concertar una alianza con éstos, aunque en cualquier caso, los vascones carecían de medios para oponerse al avance cartaginés. Asdrúbal acampó en el Sur de las Galias, y después entró en Italia en 209 a. C.
En 208 a. C. Magón Barca se retiró con sus fuerzas a las islas Baleares, y Asdrúbal Giscón se mantuvo en Lusitania.
En 207 a. C., reorganizados los cartagineses y con refuerzos procedentes de África al mando de Hannón, pudieron recobrar la mayor parte del Sur de la península. Tras someter Hannon esta zona, regresó Magón con sus fuerzas, y se trasladó a la zona Asdrúbal Giscón. Pero poco después las fuerzas de Hannon y de Magón fueron derrotadas por el ejército romano mandado por Marco Silano. Hannon fue capturado, y Asdrúbal Giscón y Magón hubieron de fortificarse en las principales plazas fuertes.
Asdrúbal Giscón y Magón Barca recibieron nuevos refuerzos desde África en 206 a. C., y por su parte reclutaron un contingente de indígenas, y presentaron batalla a los romanos en Ilipa (la actual Alcalá del Río, en la provincia de Sevilla), pero en esta ocasión Publio Escipión hijo obtuvo una clara victoria. Magón y Asdrúbal Giscón se refugiaron en Gades, y Publio Escipión quedó dueño de todo el sur peninsular, y pudo cruzar a África donde se entrevistó con el rey númida Sifax, que antes le había visitado en Hispania.
Una enfermedad de Publio Escipión fue aprovechada por una unidad del ejército para amotinarse en demanda de sueldos atrasados, y esto, a su vez, fue aprovechado por los Ilergetes y otras tribus ibéricas para rebelarse, al mando de los caudillos Indíbil de los Ilergetes y Mandonio de los Ausetanos, rebelión dirigida esencialmente contra los procónsules Lucio Cornelio Léntulo y Lucio Manlio Acidino. Publio Escipión apaciguó el motín y puso un final sangriento a la revuelta de los iberos. Mandonio fue preso y ejecutado en 205 a. C.; Indíbil logró escapar.
Magón y Asdrúbal Giscón abandonaron Gades con todos sus barcos y sus tropas para acudir a Italia en apoyo de Aníbal, y tras la salida de estas fuerzas, Roma quedó dueña de todo el Sur de Hispania. Roma dominaba ahora desde los Pirineos al Algarve, siguiendo la costa. El dominio romano alcanzaba hasta Huesca, y desde allí hacia el Sur hasta el Ebro y por el Este hasta el mar.

## Las guerras de conquista
Desde 197 a. C. la parte de la península ibérica sometida a Roma quedó dividida en dos provincias: la Citerior, al norte —la futura Tarraconense, con Tarraco por capital—, y la Ulterior al sur, con capital en Córdoba. El gobierno de estas dos provincias correspondería a dos procónsules, llamados también pretores o propretores, bianuales, lo que a menudo resultará incumplido.
Ya el mismo 197 a. C. la provincia Citerior fue escenario de la rebelión de los pueblos íberos e ilergetes, que el procónsul Quinto Minucio Termo tuvo dificultades para controlar. La provincia Ulterior, tras la rebelión de los turdetanos, escapó del control de Roma, muriendo su gobernador. Roma hubo de enviar en 195 a. C. al cónsul Marco Catón, quien cuando llegó a Hispania encontró toda la provincia Citerior en rebeldía, con las fuerzas romanas controlando solo algunas ciudades fortificadas. Catón venció a los rebeldes en el verano de este mismo año y recobró la provincia pero no logró atraerse a sus naturales, ni a los celtíberos que actuaban como mercenarios pagados por los turdetanos y cuyos servicios necesitaba. Tras una demostración de fuerza, pasando con las legiones romanas por el territorio celtíbero, les convenció para que volvieran a sus tierras. La sumisión de los indígenas era aparente, y cuando corrió el rumor de la salida de Catón hacia Italia, la rebelión se reanudó. Catón actuó con decisión, venció a los sublevados y vendió a los cautivos como esclavos. Todos los indígenas de la provincia fueron desarmados. Catón regresó a Roma con un triunfo otorgado por el Senado y un enorme botín de guerra, consistente en más de once mil kilos de plata, más de 600 kg de oro, 123 000 denarios y 540 000 monedas de plata, todo ello arrebatado a los pueblos hispánicos en sus acciones militares. Tal como había prometido a Roma antes de su campaña, «la guerra se alimentará de sí misma».
Otro procónsul de Hispania, Marco Fulvio Nobilior, combatió posteriormente otras rebeliones.
Se acometió después la conquista de Lusitania, con dos destacadas victorias: en 189 a. C. la obtenida por el procónsul Lucio Emilio Paulo, y en 185 a. C. la obtenida por el pretor o procónsul Cayo Calpurnio (esta última más que dudosa).
La conquista de la zona central, la región llamada Celtiberia, se acometió en 181 a. C. por Quinto Fulvio Flaco, quien venció a los celtíberos y sometió algunos territorios. Pero la empresa fue obra principalmente de Tiberio Sempronio Graco (179 a 178 a. C.) que conquistó treinta ciudades y aldeas, algunas mediante pactos y otras valiéndose de la rivalidad de los celtíberos con los vascones situados más al norte, con los cuales probablemente concertó las alianzas necesarias para facilitar la dominación romana en la región de Celtiberia.
Quizás en esta época algunas de las aldeas o ciudades vasconas ya habían sido sometidas (o lo fueron posteriormente) pero una parte importante de los vascones debió acceder al dominio romano voluntariamente, por alianza. Tiberio Sempronio Graco fundó sobre la ciudad ya existente de Ilurcís la nueva ciudad de Graccuris o Gracurris o Graecuris (probablemente la actual Alfaro, en La Rioja, o la ciudad de Corella en Navarra), de estructura romana, donde parece ser que fueron asentados grupos celtíberos organizados en bandas errantes. Esta fundación se situaría en 179 a. C. si bien la referencia escrita es posterior. Se cree que la fundación de esta ciudad tenía como finalidad la civilización de la zona celtibérica y la difusión de la cultura romana.
Graccuris debía encontrarse en la zona que durante los siguientes años se disputarán celtíberos y vascones, zona que coincide en líneas esenciales con el Valle del Ebro.
Probablemente a Tiberio Sempronio Graco hay que atribuir la mayoría de los tratados concertados con los vascones y los celtíberos. En general los pactos establecían para las ciudades o aldeas un tributo pagadero en plata o productos naturales. Cada ciudad o aldea debía aportar un contingente prefijado para el ejército. Solo algunas ciudades conservaron el derecho a emitir moneda.
Pero los habitantes de las ciudades sometidas por la fuerza no eran casi nunca súbditos tributarios: Cuando ofrecían resistencia y eran derrotados eran vendidos como esclavos. Cuando se sometían antes de su derrota total, eran incluidos como ciudadanos de su ciudad pero sin derecho de ciudadanía romana.
Cuando las ciudades se sometían libremente, los habitantes tenían la condición de ciudadanos, y la ciudad conservaba su autonomía municipal y a veces la exención de impuestos.
Los procónsules (llamados también pretores o propretores), es decir los gobernadores provinciales, tomaron la costumbre de enriquecerse a costa de su gobierno. Los regalos forzados y los abusos eran norma general. En sus viajes el pretor o procónsul, y otros funcionarios, se hacían hospedar gratuitamente; a veces se hacían requisas. Los pretores imponían suministros de granos a precios bajos, para sus necesidades y las de los funcionarios y familiares, y a veces también para los soldados. Las quejas eran tan fuertes que el Senado romano, tras oír una embajada de provinciales hispanos, emitió en 171 a. C. unas leyes de control:
Los tributos no podrían recaudarse mediante requisas militares; los pagos en cereales eran admisibles pero los pretores no podrían recoger más de un quinto de la cosecha; se prohibía al pretor fijar por sí solo el valor en tasa de los granos; se limitaban las peticiones para sufragar las fiestas populares de Roma; y se mantenía la aportación de contingentes para el ejército. No obstante, como el enjuiciamiento de los procónsules que habían cometido abusos correspondía al Senado a través del Pretor de la Ciudad, rara vez algún procónsul fue juzgado.

### Viriato y la rebelión de Lusitania

Campaña de Viriato contra los romanos.

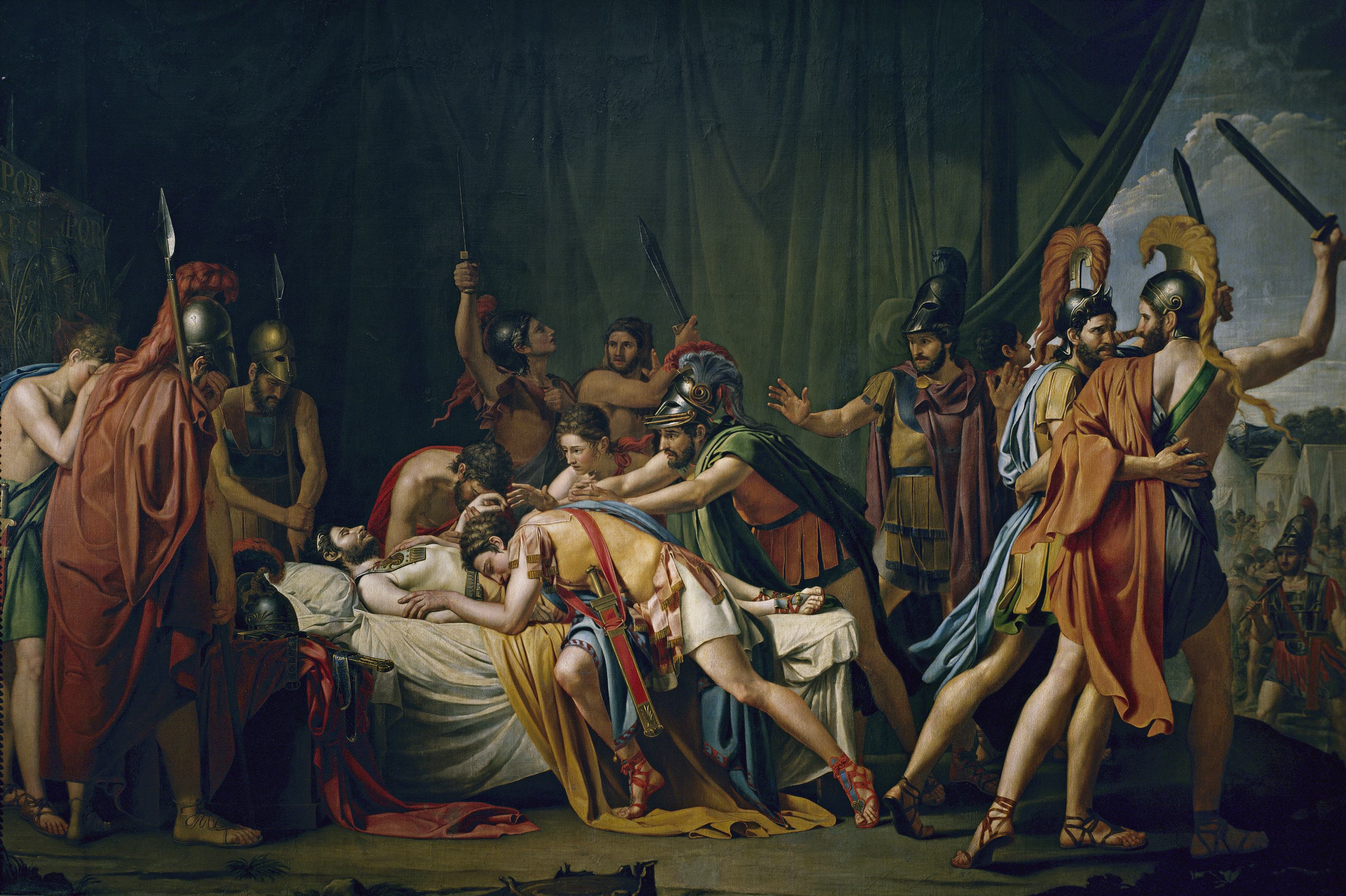
La muerte de Viriato, por José Madrazo, pintado en 1814.

Probablemente fuera Lusitania la zona de la Península que más tiempo resistió el empuje invasor de Roma. Ya desde el año 155 a. C., el caudillo lusitano Púnico efectuó importantes incursiones en la parte de Lusitania dominada por los romanos, terminando con la paz de más de veinte años lograda por el anterior pretor, Tiberio Sempronio Graco. Púnico obtuvo una importante victoria frente a los pretores Manilio y Calpurnio, causándoles alrededor de seis mil muertos.

Situación de la península en torno al 156 a. de C.

Tras la muerte de Púnico, Césaro tomó el relevo de la lucha contra Roma, venciendo de nuevo a las tropas romanas el año 153 a. C., y arrebatando a éstas sus estandartes, los cuales fueron triunfalmente mostrados al resto de los pueblos ibéricos como muestra de la vulnerabilidad de Roma. Por entonces, también los vetones y los celtíberos se habían unido a la resistencia, dejando la situación de Roma en Hispania en un estado de suma precariedad. Lusitanos y vetones saqueaban las costas mediterráneas, aunque en lugar de asegurar su posición en la Península, se desplazaron hacia el norte de África de mano de Cauceno. Es en este año cuando llegan a Hispania los dos nuevos cónsules, Quinto Fulvio Nobilior y Lucio Mumio. La urgencia por restituir el dominio sobre Hispania hizo que los dos cónsules entraran en su cargo con dos meses y medio de anticipación. Los lusitanos desplazados a África fueron derrotados en Okile (actualmente Arcila, Marruecos) por Mumio, que les forzó a aceptar un tratado de paz. Por su parte, el cónsul Servio Sulpicio Galba había sometido a los lusitanos en la Península, muchos de los cuales fueron asesinados.
Nobilior fue sustituido al año siguiente (152 a. C.) por Marco Claudio Marcelo que ya había sido procónsul el 168 a. C. Este fue a su vez sucedido el año 150 a. C. por Lucio Licinio Lúculo, que se distinguió por su crueldad y su infamia.
El 147 a. C., un nuevo líder lusitano llamado Viriato vuelve a rebelarse contra el poder de Roma. Huido de las matanzas de Servio Sulpicio Galba tres años antes, y reuniendo a las tribus lusitanas de nuevo, Viriato inició una guerra de guerrillas que desgastaba al enemigo, aunque sin presentarle batalla en campo abierto. Condujo numerosas incursiones y llegó incluso a las costas murcianas. Sus numerosas victorias y la humillación a la que sometió a los romanos le valieron la permanencia durante siglos en la memoria hispánica como el referente heroico de la resistencia sin tregua. Viriato fue asesinado sobre el año 139 a. C. por sus propios lugartenientes, muy probablemente sobornados por Roma. Con la muerte de Viriato desaparece también la última resistencia organizada de los lusitanos, y Roma continuaría adentrándose en la Lusitania, de lo que es buen testimonio el Bronce de Alcántara, datado en 104 a. C.

### La guerra contra los pueblos celtíberos

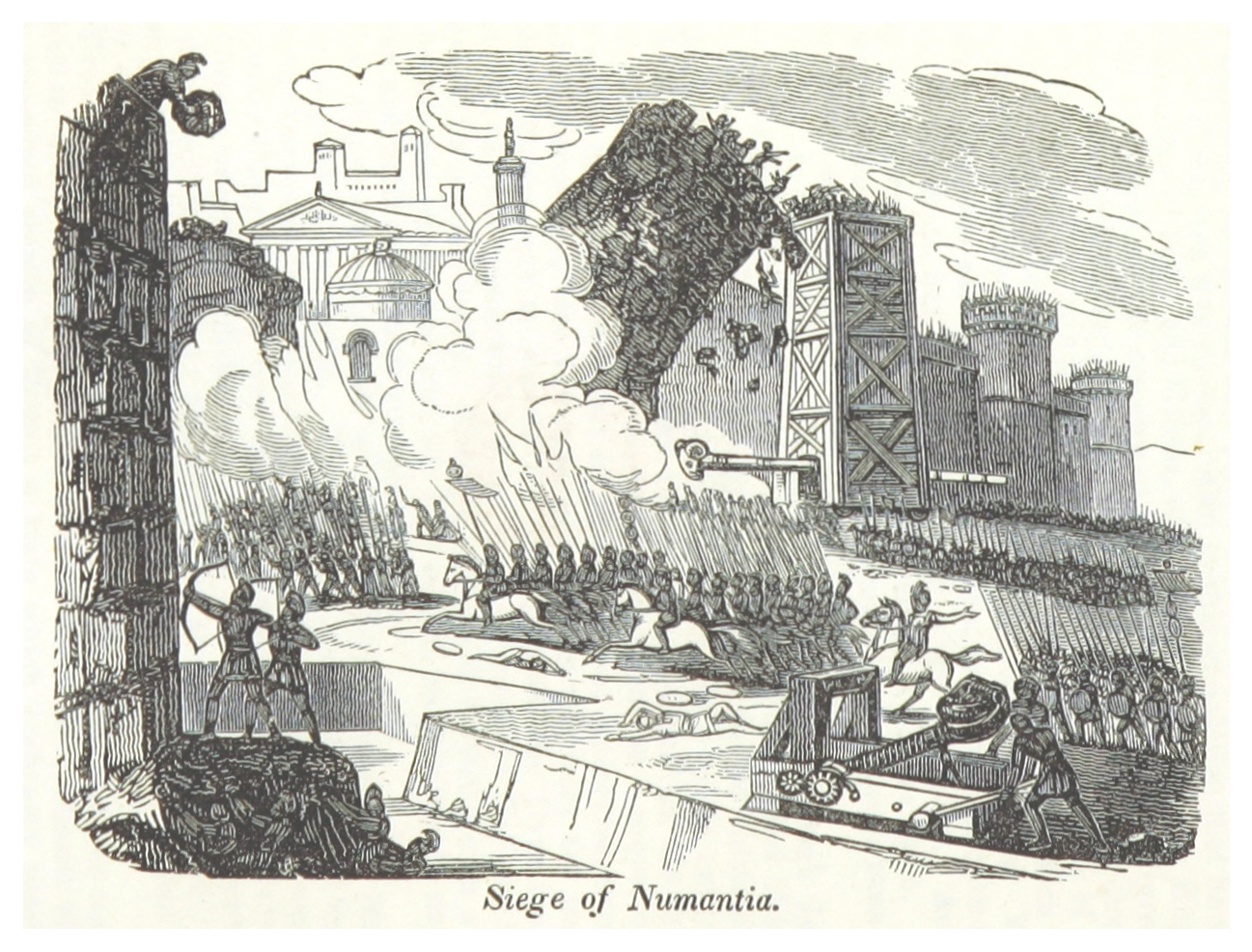
El asedio de Numancia

Entre el 135 y el 132 a. C., el cónsul Décimo Junio Bruto realizó una expedición hasta la Gallaecia (Norte de Portugal y Galicia). Casi simultáneamente (133 a. C.) fue destruida la ciudad celtíbera de Numancia, último bastión de los celtíberos. Este sería el punto culminante de la guerra entre celtíberos y romanos, entre el 143 y el 133 a. C.; la ciudad celtíbera acabó siendo tomada por Publio Cornelio Escipión Emiliano, cuando ya el hambre hacía imposible la resistencia. Los jefes celtíberos se suicidaron con sus familias y el resto de la población fue vendida como esclavos. La ciudad fue arrasada.
Durante más de un siglo los vascones y celtíberos se disputaron las ricas tierras del valle del Ebro. Probablemente la celtíbera Calagurris, hoy Calahorra, llevó el peso de la lucha, auxiliada por alianzas tribales; por parte vascona debía existir algún asentamiento medianamente importante situado al otro lado del Ebro, más o menos frente a Calagurris, que obtenía también el apoyo de los vascones de otros puntos. Seguramente los celtíberos llevaron la mejor parte en la lucha, y destruyeron la ciudad vascona, ocupando tierras al otro lado del Ebro.
Pero los llamados «celtíberos» eran enemigos de Roma, y los vascones eran (estratégicamente es lo más razonable) sus aliados. Cuando fue destruida Calagurris por los romanos, fue repoblada con vascones, probablemente procedentes de la ciudad vascona del otro lado del río, destruida tiempo antes por los celtíberos (que habrían ocupado sus tierras al norte del Ebro), y por vascones de otros lugares.
Cuando el 123 a. C. los romanos ocuparon las islas Baleares, se establecieron en ellas tres mil hispanos que hablaban latín, lo que da idea de la penetración cultural romana en la Península en apenas un siglo.

## Las guerras civiles
Hispania no fue ajena a las disputas políticas y militares de los últimos años de la República Romana, cuando Quinto Sertorio se enfrentó al partido de los aristócratas encabezado por Sila en 83 a. C. Al perder en Italia, Quinto se refugió en Hispania, continuando la guerra contra el gobierno de Roma y estableciendo todo un sistema de gobierno con capital en Huesca (Osca). Finalmente, fue Pompeyo quien, tras varios intentos de incursión en Hispania, terminó con Quinto Sertorio utilizando más la intriga política que la fuerza militar. Posteriormente el apoyo peninsular a Pompeyo fue la causa de una nueva guerra en Hispania entre sus seguidores y los de Julio César, conflicto que finalizó en 49 a. C. con la victoria de Julio César.

### Julio César y la guerra contra Pompeyo
Julio César invade Hispania como parte de su guerra contra Pompeyo por el poder en Roma. Para entonces, Pompeyo se había refugiado en Grecia, y lo que César pretendía era eliminar el apoyo a Pompeyo en occidente y aislarle del resto del imperio. 
La primera batalla entre Julio César y los pompeyanos en Hispania fue la batalla de Ilerda (Lérida), y aunque las fuerzas parecían igualadas en número la victoria se inclinó al lado cesariano. Las tropas se posicionaron en las dos orillas del río Segre. Afranio y Petreyo, los hombres de confianza de Pompeyo, se refugiaron tras los muros de Ilerda tras la riada del Segre a finales de junio del 49 a. C., lo que César aprovechó para remontar el río, cruzarlo y buscar avituallamiento antes de atacar a los leales a su enemigo que, acorralados y sin provisiones, se rindieron el 2 de agosto sin oponer apenas resistencia. Mientras tanto, en la Bética, Varrón trataba de hacerse fuerte, pero César cosechaba mayores simpatías entre los locales porque estos recordaban con agrado todo lo que había hecho por ellos cuando era gobernador de Hispania. El consejo de notables de las principales ciudades se decantó por César y Varrón no tuvo más remedio que someterse a su enemigo.
En esta guerra César sufrió el amotinamiento de las tropas de Plasencia, que habían comenzado a saquear toda la región, noticia que llegó junto con la comunicación de que en Roma había sido nombrado dictador a propuesta del pretor M. Emilio Lépido. La guerra proseguiría por tierra y mar. En Albania tuvo lugar la batalla de Dirraquio y luego en Grecia la batalla de Farsalia el 9 de agosto de 48 a. C., que volvió a poner en fuga a Pompeyo. Posteriormente, Pompeyo sería asesinado en las costas de Egipto por Ptolomeo XIII, que quería ganarse así el favor de César. César, sin embargo, no solamente no apoyó este gesto, que le pareció de cobardía, sino que hizo liquidar a los traidores que habían vendido a su enemigo.
Sin embargo, pese a la muerte de Pompeyo, los partidarios de este seguían teniendo mucho poder en África y, sobre todo, seguían controlando muchos territorios de Hispania. Finalmente, la de Munda en 45 a. C., fue la última batalla de esta guerra y acabó con las aspiraciones de los pompeyanos supervivientes, sus hijos Cneo y Sexto.
Su victoria sin paliativos en Hispania fue determinante para la carrera política de César y le permitió regresar a Roma para ser investido como dictador perpetuo. Un año más tarde, Julio César sería asesinado a las puertas del Senado de Roma, y su sobrino-nieto Cayo Julio César Octaviano, tras una breve lucha por el poder contra Marco Antonio, fue nombrado cónsul para, posteriormente, ir acumulando poderes que finalmente conducirían a la agonizante república romana hasta el imperio.

### Las guerras cántabras

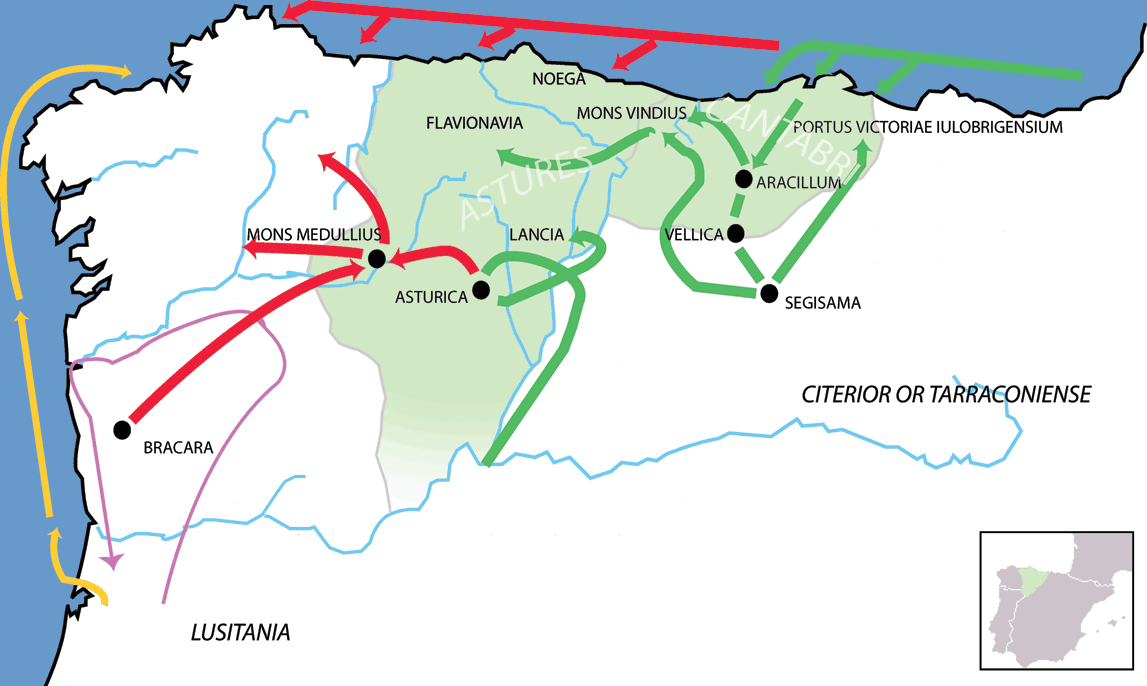
Operaciones militares romanas llevadas a cabo durante las guerras cántabras contra cántabros y astures.
Campaña del año 25 a. C.
Campaña del año 26 a. C.
Campaña de Julio César del año 61 a. C.
Campaña de Décimo Junio Bruto del año 137 a. C.

Durante el gobierno de César Augusto, Roma se vio obligada a mantener una cruenta lucha contra las tribus astures y cántabras, unos pueblos de guerreros celtas del norte de Hispania que presentaron una feroz resistencia a la ocupación romana, poniendo en jaque durante muchos años a las poderosas legiones de Roma. El propio emperador hubo de trasladarse a Segisama, actual Sasamón (Burgos), para dirigir en persona la campaña. Finalmente el Imperio romano logró la victoria total y absoluta sobre estas tribus, ocupando totalmente la Península. Roma adoptó con estos pueblos una cruel política de exterminio que supuso la práctica extinción de esta cultura prerromana. Con el final de esta guerra terminarán los largos años de luchas civiles y guerras de conquista en los territorios de la península ibérica, inaugurando una larga época de estabilidad política y económica en Hispania.